# Buellia chloroleuca
Buellia chloroleuca är en lavart som beskrevs av Körb. Buellia chloroleuca ingår i släktet Buellia och familjen Physciaceae.   Inga underarter finns listade i Catalogue of Life.

## Källor

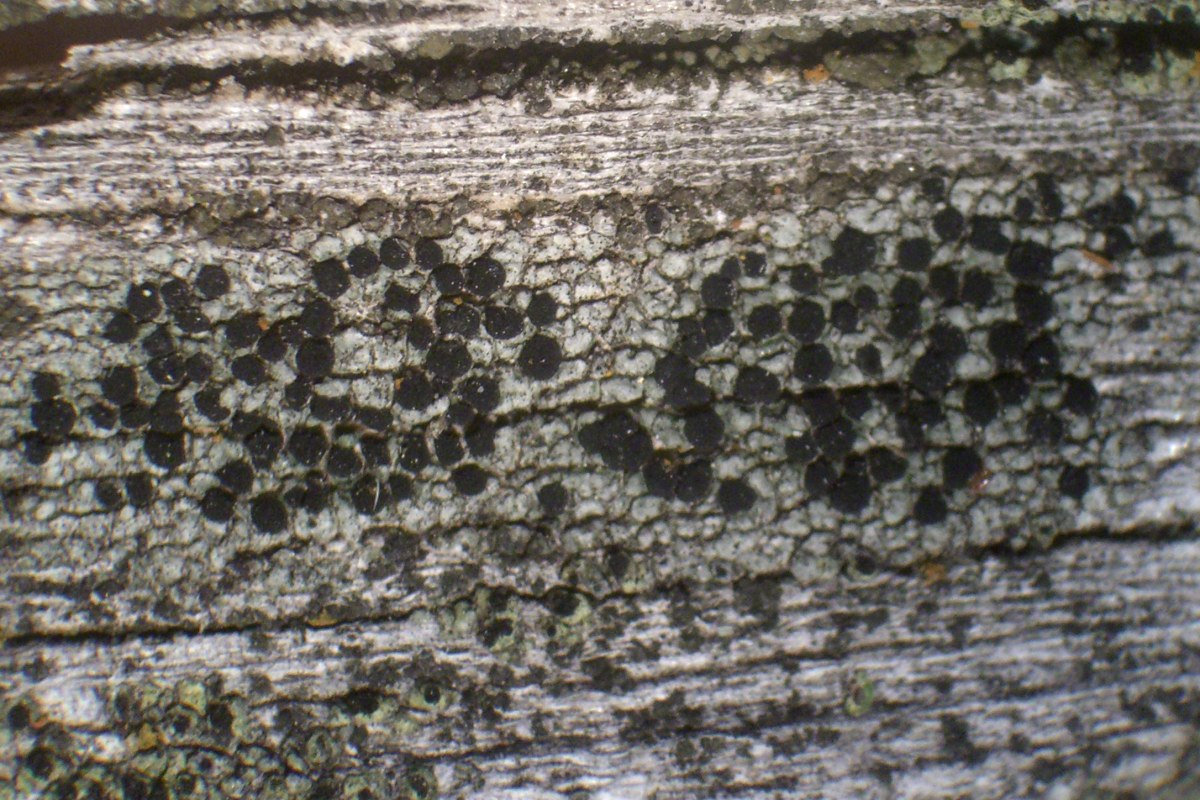